# Risj
Risj (bulgariska: Риш) är ett distrikt i Bulgarien. Det ligger i kommunen Obsjtina Smjadovo och regionen Sjumen, i den östra delen av landet, 290 km öster om huvudstaden Sofia.
Trakten runt Risj består till största delen av jordbruksmark. Runt Risj är det glesbefolkat, med 17 invånare per kvadratkilometer.